# Dekanter

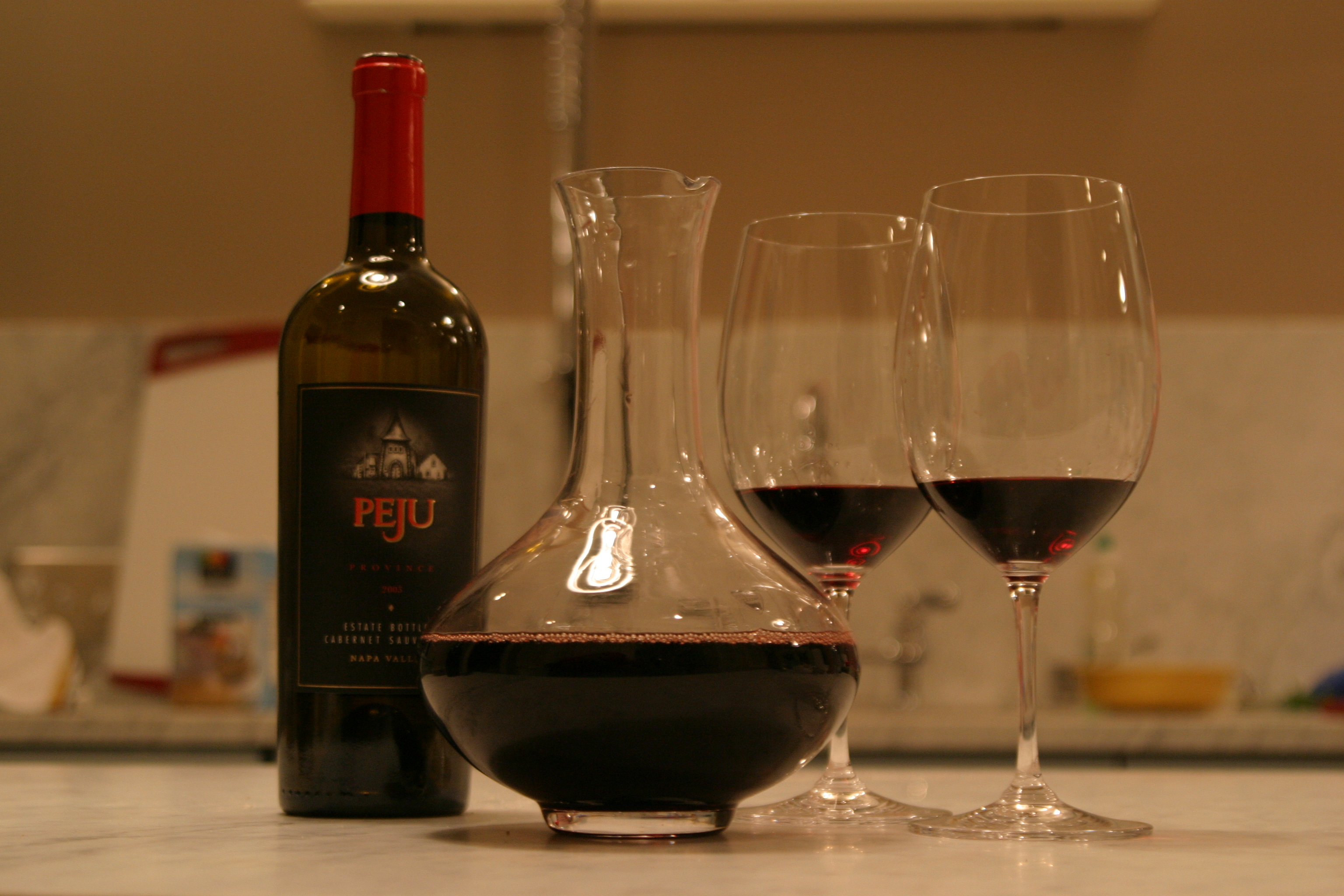
Dekanter z przelanym winem

Dekanter – naczynie szklane służące do dekantacji wina, tzn. zlewania płynu winnego znad osadu tworzącego się w butelce, napowietrzania wina oraz służące przygotowaniu do spożycia win czerwonych. 
Najczęściej dekantery, szczególnie te wykorzystywane w profesjonalnej degustacji i serwowaniu wina, charakteryzują się specyficzną konstrukcją. Mają kształt szerokiej u podstawy karafki i może pełnić podobną do niej funkcję. Ich kształt umożliwia bezpieczne i kontrolowane przelanie wina z butelki, często szerokim strumieniem, co pozwala na maksymalny kontakt cieczy z powietrzem. Poszerzony korpus (brzusiec) naczynia rozprowadza wino na większej powierzchni, zapewniając dużą powierzchnię kontaktu wina z tlenem i wspomagając proces napowietrzania. Ku górze dekanter przechodzi w zwężoną i wydłużoną szyjkę, a jej sporej wielkości otwór ułatwia precyzyjne i bezpieczne nalewanie wina do kieliszków jak również przelanie wina z butelki do naczynia.